# Raúl Tamudo
Raúl Tamudo, född 19 oktober 1977, är en spansk fotbollsspelare (anfallare) som sedan sommaren 2012 spelar i Pachuca. Tidigare har han bland annat spelat för Espanyol där han gjorde 340 ligamatcher och 129 ligamål där han även var lagkapten.
Tamudo var med när Spanien vann silver vid Olympiska sommarspelen 2000 och gjorde mål i semifinalen mot USA. Tamudo spelade två gånger för Spanien under kvalet till Fotbolls-VM 2006.